# Клиторизм
Клитори́зм (от лат. clitorismus, др.-греч. κλειτορίς kleitoris + -ισμός ismos) — продолжительное и болезнетворное состояние, в котором клитор находится в эрегированном состоянии у женщины. Этот термин также используется для описания ненормального увеличения клитора. Гипертрофия клитора является болезненным явлением, равно как и мужской аналог — приапизм.
Клиторизм может иметь и другие симптомы помимо увеличения клитора.
Клиторизм является чрезвычайно редким заболеванием, которое вызывается в основном приёмом различных лекарств. Эффективное терапевтическое лечение клиторизма проводится с помощью внутривенного приёма альфа-агонистов, в целом лечение похоже на лечение приапизма.
Отмечались случаи клиторизма после приёма бупропиона.